# Dzvîneacea, Zbaraj
Dzvîneacea (în ucraineană Дзвиняча) este o comună în raionul Zbaraj, regiunea Ternopil, Ucraina, formată numai din satul de reședință.

## Demografie
Componența lingvistică a comunei Dzvîneacea
     Ucraineană (95,58%)
     Rusă (4,32%)
     Alte limbi (0,1%)
Conform recensământului din 2001, majoritatea populației comunei Dzvîneacea era vorbitoare de ucraineană (95,58%), existând în minoritate și vorbitori de rusă (4,32%).